# Austrochaperina septentrionalis
Espèce
Statut de conservation UICN

 DD  : Données insuffisantes
Austrochaperina septentrionalis est une espèce d'amphibiens de la famille des Microhylidae.

## Répartition
Cette espèce est endémique de la province de Sandaun en Papouasie-Nouvelle-Guinée. Elle se rencontre dans les monts Bewani et dans les monts Torricelli.

## Publication originale
- Allison & Kraus, 2003 : A new species of Austrochaperina (Anura: Microhylidae) from northern Papua New Guinea. Journal of Herpetology, vol. 37, no 4, p. 637-644.